# Atención sonora
La  atención sonora o auditiva es la capacidad de la percepción humana de centrarse en un determinado sonido, ⁣en presencia de otros sonidos de distracción.
Mari Riess Jones y William Yee en su obra Atender a los acontecimientos auditivos: el papel de la organización temporal (1993) establecieron algo lógico, no es posible percibir, entender o recordar un sonido si no se le presta atención.
El compositor neozelandés Denis Smalley en su libro Escucha imaginativa, La escucha en la era electroacústica(1992), discrimina dos tareas claramente diferenciadas: Escuchar y oír. Oír implica un acto involuntario, mientras que escuchar conlleva un acto intencional, una voluntad de aprender del sonido.
Barry Truax en su obra Comunicación Acústica(2001) propone el término audición de fondo (background listening) para diferenciar un nivel distinto de audición que ocurre cuando una persona oye un sonido que están presente, pero no lo escucha, lo que implica que no le presta atención, aun sabiendo que está ahí.
Marshall McLuhan en su teoría de la percepción afirma que la imagen sonora necesita ser fortalecida por otros sentidos. No porque la imagen sonora sea débil, sino porque la percepción humana tiene gran dependencia de la percepción visual, y el sentido del oído necesita que la vista confirme lo que ha percibido.
- Datos: Q8207985